# 奥基利亚斯
奥基利亚斯，是西班牙卡斯蒂利亚-莱昂布尔戈斯省的一个市镇。总面积15平方公里，总人口74人（2001年），人口密度5人/平方公里。